# Fort Monroe
Fort Monroe (anche noto con il nome di Fortezza Monroe) è un sito militare con una lunga storia alle spalle, nel territorio della cittadina statunitense di Hampton (Virginia), all'estremità della penisola della Virginia.
Insieme all'altra installazione militare di Fort Wool, essa aveva il compito strategico di proteggere e presiedere al canale di navigazione tra la baia di Chesapeake e i canali della baia di Hampton Roads, in prossimità della confluenza dei fiumi Elizabeth, Nansemond e James, quest'ultimo il fiume più lungo dello stato della Virginia.
Agli albori della storia della colonia della Virginia, il sito divenne subito di enorme importanza strategica e fu scelto dal corsaro Christopher Newport come bastione difensivo per la colonia da lui guidata. Nel maggio del 1607 essi si insediarono nell'entroterra a circa 25 miglia di distanza dalla baia dove fondarono Jamestown.
Sebbene i lavori di fortificazione fossero iniziati a partire dal 1609 e fossero continuati nel corso degli anni, la costruzione della fortezza vera e propria di Fort Monroe fu completata solamente nel 1834. La struttura principale fu dedicata al Presidente statunitense James Monroe. Nel corso della guerra civile americana, sebbene gran parte del territorio della Virginia fosse in territorio confederato, Fort Monroe rimase tuttavia sotto il controllo degli unionisti e divenne ben presto simbolo ed emblema dell'emancipazione degli schiavi neri essendo uno dei primi luoghi ove essi vennero resi liberi dalla schiavitù. Alla fine del conflitto, il forte divenne luogo di prigionia per un detenuto molto particolare: il Presidente degli Stati Confederati d'America Jefferson Davis.
La sua struttura a sei lati in mura di pietra e circondata da un ampio fossato, è l'unica negli Stati Uniti ad essere ancora utilizzata come presidio militare attivo, tuttavia la sua chiusura è programmata per il 2011, quando gran parte delle funzioni supportate attualmente da Fort Monroe saranno affidate al vicino Fort Eustis. Sul futuro utilizzo del forte come struttura civile è aperto ancora un ampio dibattito tra le strutture amministrative locali.

## Storia

### Il periodo coloniale
Nel 1607 tre navi sotto il comando del capitano Christopher Newport, sbarcarono sulle foci del fiume James, portando con sé i coloni britannici della Virginia Company sotto la soprintendenza del capitano John Smith per insediarsi nella regione e dare vita all'insediamento di Jamestwon, il primo insediamento britannico in terra americana. Dopo una iniziale fase di esplorazione del territorio, i coloni si resero ben presto conto dell'importanza strategica di quel ramo di terra lungo la penisola della Virginia dove avrebbero costruito la prima struttura difensiva a cui venne dato il nome di Fort Algernon. Intorno al 1610 vennero costruite altre due piccole fortificazioni a cui venne dato il nome di Fort Henry e Fort Charles. Nel 1612 Fort Algernon fu completamente distrutto da un incendio e il forte che venne ricostruito, di cui non abbiamo traccia del nome, venne distrutto da un terribile uragano nel 1667. Nel 1728 venne costruito Fort George le cui mura di mattoni vennero distrutte da un altro uragano nel 1749, ma le sue strutture in legno continuarono ad essere utilizzate da una piccola guarnigione almeno fino al 1775. Nel 1778 durante l'assedio di Yorktown, la flotta francese delle Indie Orientali posizionò una batteria di cannoni sulle rovine del forte.

### Agli inizi del XIX secolo
A seguito della guerra del 1812 gli Stati Uniti compresero l'importanza di dover difendere le acque interne della regione da possibile attacchi provenienti dal mare, e per questo motivo nel 1819 iniziò la più imponente fortificazione in pietra mai costruita in territorio statunitense. Il disegno originale fu progettato dal generale e ingegnere francese Simon Bernard, ed ospitò dal 1831 al 1834 un giovane tenente di nome Robert E. Lee, che collaborò in maniera fondamentale al completamento strutturale del forte e del suo vicino, Fort Calhoun. Quest'ultimo, battezzato in seguito Fort Wool, venne costruito sopra di una isola artificiale denominata Rip Raps e venne utilizzato come prigione del capo indiano ribelle Falco Nero.
Quando la costruzione del forte fu ultimata nel 1834, esso venne ribattezzato la Gibilterra della baia di Chesapeake, e venne dotata della più imponente batteria di artiglieria di tutta la regione, ovvero cannoni da 32 libbre con una gittata di circa un miglio.

### Durante la guerra civile americana
Fort Monroe ebbe un ruolo di primaria importanza durante le varie fasi della guerra civile americana. Il 20 dicembre 1860 la Carolina del Sud fu il primo stato a separarsi dall'Unione. Il 12 aprile 1861 aprirono le ostilità assaltando la guarnigione di Fort Sumter nella baia di Charleston e cinque giorni dopo la Virginia decise di unirsi alla secessione e unirsi agli Stati Confederati d'America.
Temendo che Fort Monroe potesse cadere nelle mani dei confederati, il Presidente Abramo Lincoln ordinò che il forte venisse rinforzato. Esso venne mantenuto sotto il controllo dell'Unione per tutto il corso del conflitto, e da esso partirono diverse spedizioni e sia verso il mare che verso la terraferma. Poche settimane dopo la battaglia di Fort Sumter nel 1861, il generale Winfield Scott presentò al presidente Lincoln un piano strategico per indurre gli stati confederati a tornare nell'Unione. Esso consisteva semplicemente nel creare un cordone sanitario intorno ai ribelli in modo da tagliarli fuori dal resto del mondo, invece che assaltarli nel loro territorio. Ciò sarebbe stato possibile ottenendo il totale controllo delle linee costiere confederate e il fiume Mississippi per mezzo di navi da guerra. In coordinamento con le forze navali unioniste, i soldati provenienti da Fort Monroe presero il controllo delle linee costiere della Carolina del Nord e di quella del Sud come era volontà di Lincoln. Il 20 aprile di quello stesso anno la marina unionista, temendo che i confederati potessero entrarne in possesso, incendiarono e distrussero il cantiere navale militare di Norfolk, distruggendo anche nove navi all'attracco nel porto e lasciando così Fort Monroe come l'unico bastione unionista nella Virginia dei confederati. All'arrivo dell'esercito confederato, comandato dal generale Walter Gwynn, vennero posizionate delle batterie di artiglieria presso la penisola costiera di Sewell's Point, sia per presidiare la città di Norfolk da poco occupata, sia per contrastare possibili attacchi proprio da Fort Monroe.
Tra il 18 e il 19 maggio 1861, nella poco nota battaglia di Sewell's Point, alcune navi unioniste, con lo scopo di rinforzare l'embargo contro i confederati, duellarono con la loro artiglieria contro le batterie nemiche di Sewell's Point, senza nessun reale vantaggio per alcuna delle due parti. Nello stesso periodo diverse operazioni di attacco contro i confederati ebbero come base Fort Monroe, la più importante delle quali fu la battaglia di Big Bethel nel giugno del 1861.

### Ladottrina di Fort Monroe

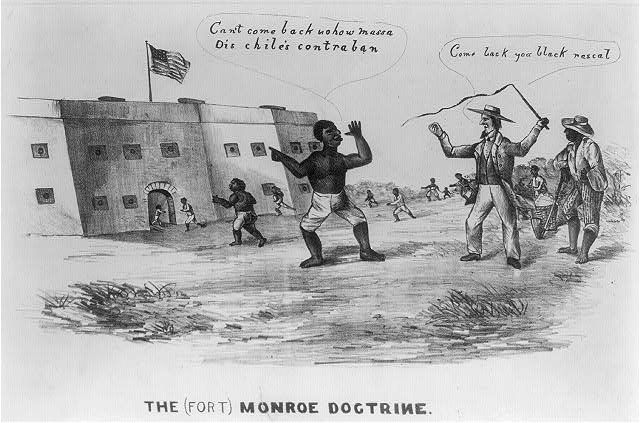
Litografia di una vignetta satirica presa dalla stampa dell'epoca che illustra le conseguenze della dottrina di Fort Monroe, e che raffigura uno schiavo nero mentre fugge verso il forte inseguito dal suo padrone che agita la frusta e gli intima di far ritorno nelle piantagioni.

Fu in questo stesso periodo che nasce l'editto del comandante del forte, Benjamin Franklin Butler, il quale, il 27 maggio 1861 prese la decisione di considerare tutti gli schiavi neri fuggiti dal territorio confederato come prede di guerra che quindi non andavano restituite ai loro proprietari. Questa decisione che venne chiamata dalla stampa dell'epoca la dottrina di Fort Monroe (alludendo al nome del presidente Monroe e alla sua celebre dottrina), scatenò un vero e proprio esodo di massa verso il forte di schiavi neri dai territori circostanti, che vennero in gran parte riassegnati a lavori di manutenzione e rinforzo del presidio militare.
Per questo motivo la fortezza fu ribattezzata Fortess Freedom (Fortezza libertà) in quanto, grazie all'enunciato di Franklin Butler il quale era stato un esperto di dottrine giuridiche prima di diventare comandante nella guerra di secessione, di fatto ogni schiavo nero che riusciva a raggiungere il forte era dichiarato libero.
Durante il periodo di comando di Butler, il forte fu usato come campo base per il pallone aerostatico Atlantic, guidato dal pioniere del volo John LaMountain. LaMountain è accreditato per essere stato il primo pilota ad avere intrapreso un volo di ricognizione aerea di un certo valore militare. Quando nacque il corpo degli Union Army Balloon Corps a Fort Corcoran vicino ad Arlington sotto la sovrintendenza dello scienziato Thaddeus S. C. Lowe, LaMountain venne trasferito nella nuova base ma entrato subito in forte attrito con il suo superiore, fu costretto a ritirarsi dall'attività militare.

### Il 1862
Nel marzo del 1862 ebbe luogo nei pressi di Sewell's Point la Battaglia di Hampton Roads, nella quale si scontrarono per la prima volta le prime navi da guerra di classe ironclad. Lo scontro vide come protagoniste la confederata CSS Virginia e la USS Monitor, la prima nave da guerra commissionata dall'Unione. La battaglia non ebbe alcun esito strategico di una certa rilevanza, ma segnò l'inizio di una nuova era nel combattimento navale e la fine dell'uso militare di navi in legno.

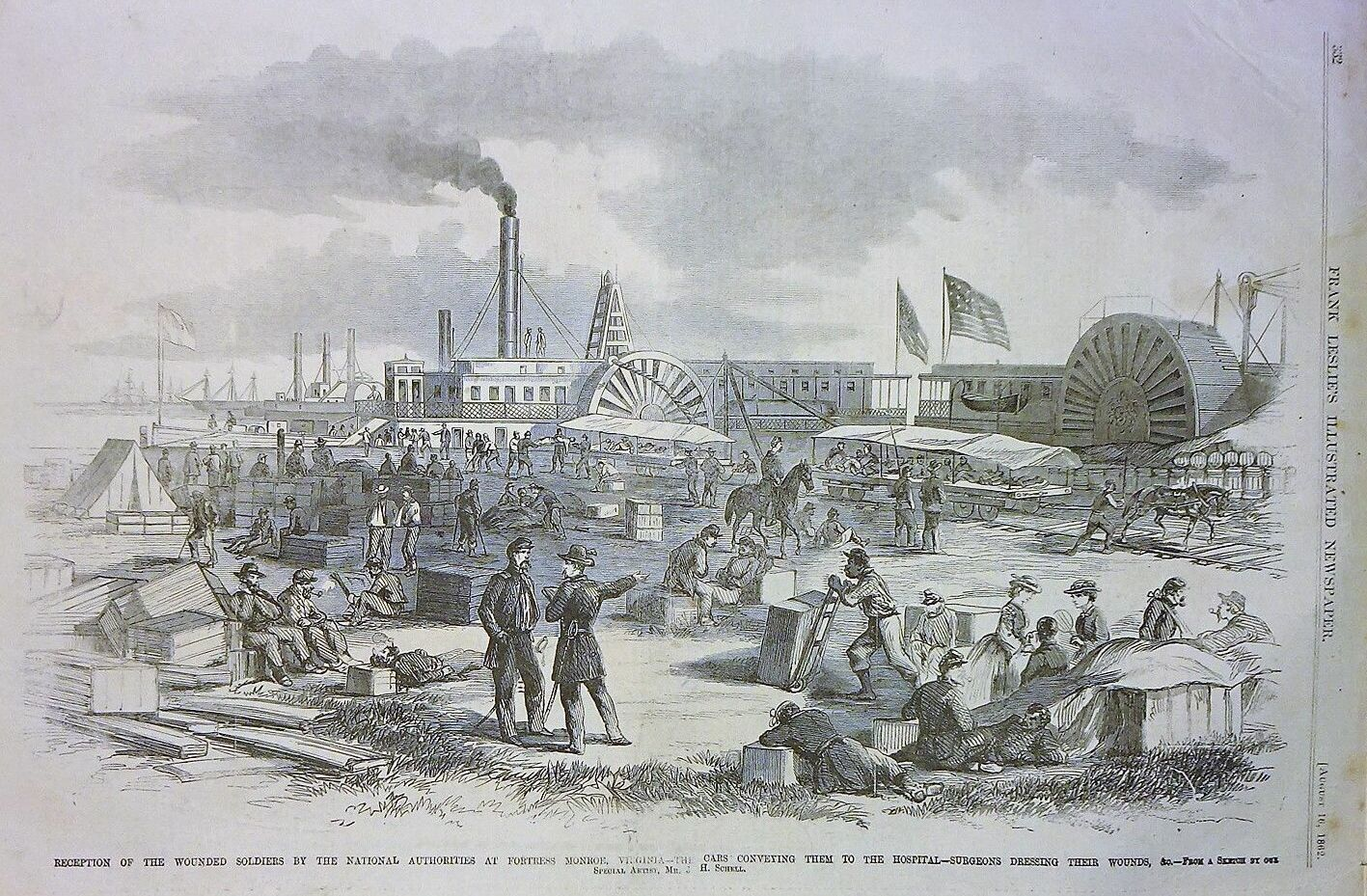
Disegno del 16 agosto 1862 del disegnatore e vignettista statunitense Frank Leslie, che mostra il trasporto dei feriti da Fort Monroe verso gli ospedali militari di Washington.

Alla fine della primavera la forte e continua presenza di navi unioniste a Fort Monroe permisero un flusso continuo e costante di navi da trasporto di truppe provenienti Washington in supporto alla Campagna Peninsulare condotta dal generale unionista George B. McClellan. Partendo da Fort Monroe, le truppe di McLellan risalirono lungo la terraferma giungendo a poche miglia da Richmond, mettendola sotto assedio nei trenta giorni successivi. Tuttavia, a causa del cattivo esito delle Battaglie dei Sette Giorni, McLellan fu costretto a ritirarsi lungo il fiume James ponendo termine alla sua campagna. Fortunatamente per lui e per i suoi uomini, nel frattempo le forze unioniste avevano riconquistato il controllo di Norfolk e della regione circostante.

### Tra il 1864 e il 1896

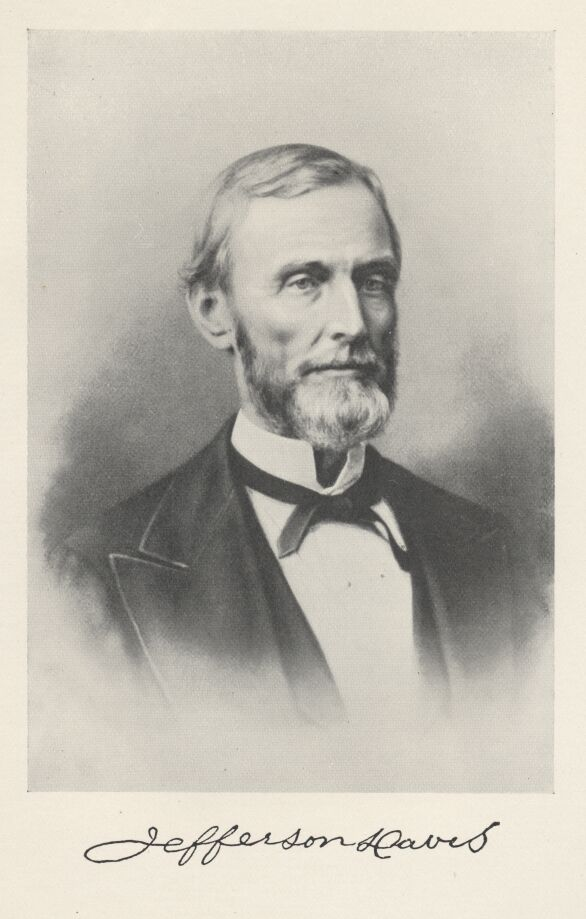
Il Presidente confederato Jefferson Davis, fi il più illustre "ospite" a Fort Monroe.

Nel 1864 venne costituita presso Fort Monroe l'armata unionista del James sotto la guida del comandante Benjamin Butler. Il ruolo del forte fu fondamentale durante la lunga campagna a cavallo tra gli anni 1864 e 65 nell'assedio di Petersburg. Gli unionisti erano perfettamente consapevoli di quanto fosse cruciale mantenere il controllo delle vie fluviali per consentire un continuo flusso di approvvigionamenti e di uomini agli assedianti. Dopo la caduta della città confederata, la città di Richmond venne evacuata tra la notte del 2 aprile e il 3 aprile 1865. In quella stessa notte il Presidente confederato Jefferson Davis ed il suo gabinetto fuggì da Richmond, e facendo uso della linea ferroviaria Richmond-Danville per raggiungere Danville e da lì la Carolina del Sud. Tuttavia la sua fuga fu inutile, in quanto la settimana successiva il generale confederato Robert E. Lee si arrese agli unionisti nella piccola cittadina di Appomattox Court House.
Il 26 aprile 1865 dopo aver presieduto l'ultima riunione di gabinetto del governo confederato, Jefferson Davis venne arrestato presso Irwinville, nello stato della Georgia, e posto sotto arresto. Dopo essere stato tenuto prigioniero per breve tempo in una casamatta, il generale unionista Nelson Miles ne ordinò il trasferimento in un luogo più salutare e opportuno, ovvero Fort Monroe.
Nel 1892 Fort Monroe vide la nascita della rivista militare Journal of the United States Artillery fondata dall'allora tenente John Wilson Ruckman e da altri quattro ufficiali della scuola di artiglieria.

### Nel XX secolo
Con il trascorrere del tempo gli armamenti di Fort Monroe subirono sempre numerosi aggiornamenti prendendo vantaggio soprattutto dalle nuove tecnologie. Inoltre esso ampliò l'estensione del territorio sorvegliato, diventando ben presto uno dei presidi meglio armati e più efficienti di tutto il territorio degli Stati Uniti.
Nel 1907 si tenne l'Esposizione di Jamestown, durante la quale parteciparono numerose flotte navali di diversi paesi del mondo, tra le quali anche la celebre Great White Fleet, che fece per la prima volta la circumnavigazione del mondo per ordine del Presidente Theodore Roosevelt tra il 1907 ed il 1909. All'inizio del 1917 la sede delle parate navali dell'esposizione venne trasformata in un cantiere navale militare, diventando una base della Marina degli Stati Uniti d'America ed è l'attuale base navale di Norfolk che presta servizio di supporto per le forze navali operative nell'Oceano atlantico, nel Mar Mediterraneo e nell'Oceano Indiano.